# Helicoverpa assulta
Helicoverpa assulta là một loài bướm đêm thuộc họ Noctuidae. Loài này có ở khắp the old worlds tropics, từ Nam Phi qua Trung Đông, miền trung và Đông Nam Á tới Úc.
Sải cánh dài khoảng 25 mm. The adults are migratory.
Ấu trùng ăn các loài Solanaceae khác nhau, bao gồm Lycopersicon, Nicotiana, Physalis và Solanum.

## Phụ loài
- Helicoverpa assulta assulta (Indo-Australian tropics)
- Helicoverpa assulta afra (African tropics)